# Торкілд Ровсінг
Торкілд Ровсінг (дан. Thorkild Rovsing) — данський хірург, викладач і ректор Копенгагенського університету. Відомий описом одного з симптомів апендициту, названого на його честь.

## Біографія
Син офіцера Нільса Мікаеля Ланге Ровсінга та Ане Шарлотт Крон. Закінчив медичний факультет Копенгагенського університету в 1885 році та отримав ступінь доктора медицини в 1899 році. Після інтернатури став хірургом у лікарні Луїзи-Бьорне, а з 1896 по 1900 рік був головним хірургом у лікарні Червоного Хреста. У 1899 році став професором оперативної хірургії в Копенгагенському університеті. Впродовж 1919—1920 років був ректором цього університету.
Спочатку його призначення не забезпечувало йому наявність лікарняних ліжок для покращення викладання навчальної дисципліни, тому він відкрив приватний хірургічний будинок для престарілих, щоб здолати цю проблему. У 1904 році його призначили старшим хірургом госпіталю Фредерікса, і, головним чином, завдяки його відстоюванню кращих хірургічних заходів і засобів, найбільший госпіталь Данії Королівський (Rigshospitalet) був відкритий в 1910 році.
Насамперед відомий як абдомінальний хірург, він багато вивчав також ще хвороби сечового міхура, отримав міжнародне визнання. Його роботи з абдомінальної хірургії (1910—1918) були перекладені німецькою та англійською мовами. Загалом написав близько 200 статей. У 1908 році разом з Ейлертом А. Чернінгом (1851—1919) заснував Данське хірургічне товариство (Dansk Kirurgisk Selskap). Ровсінг був пов'язаний з Det Radikale Venstre, але приєднався до Фленсбурзького руху під час дискусій про возз'єднання. Під час Великодньої кризи 1920 року став міністром освіти в нетривалому уряді Лібе після того, як його король призначив главою уряду.
Хвороба серця змусила його вийти на пенсію в 1925 році, і через два роки він помер. Похований на цвинтарі Холмена.
Ровсінг став лицарем ордена Данеброга в 1902 році, нагороджений срібним хрестом цього ордена в 1913 році, командором 2-го ступеня в 1920 році, отримав золоту медаль за заслуги в 1923 році й став командором 1-го ступеня в 1926 році.
Він був почесним членом Единбурзького медико-хірургічного товариства та Асоціації хірургів Великої Британії та Ірландії.
Був одружений з Марі Емілі Рашу (1864—1930). Вони мали двох синів: Кристіана Мікаеля і Ганса Пребена Крона.